# Кирсанов, Степан Павлович
Степа́н Па́влович Кирса́нов (1908 — 1967) — советский дипломат. Чрезвычайный и полномочный посол.

## Биография
Член ВКП(б).
- В 1938—1939 годах — сотрудник полномочного представительства СССР в Эстонии.
- В 1939—1943 годах — сотрудник полномочного представительства СССР в Болгарии.
- В 1943—1944 годах — советник миссии СССР в Болгарии.
- В 1944—1945 годах — заместитель начальника, начальник Политического отдела Советской контрольной комиссии в Румынии.
- В 1945—1948 годах — политический советник Советской контрольной комиссии в Болгарии.
- С 22 августа 1945 по 6 августа 1948 года — чрезвычайный и полномочный посланник/посол СССР в Болгарии.
- В 1948—1949 годах — заместитель заведующего Отделом Балканских стран МИД СССР.
- В 1949—1950 годах — заведующий IV Европейским отделом МИД СССР.
- В 1950—1953 годах — на ответственной работе в центральном аппарате МИД СССР.
- С 29 июля 1953 по 30 июня 1959 года — чрезвычайный и полномочный посол СССР в Нидерландах.
- В 1959—1966 годах — заместитель заведующего Отделом Скандинавских стран МИД СССР.

## Награды
- Орден Трудового Красного Знамени (5 ноября 1945)